# هجادة

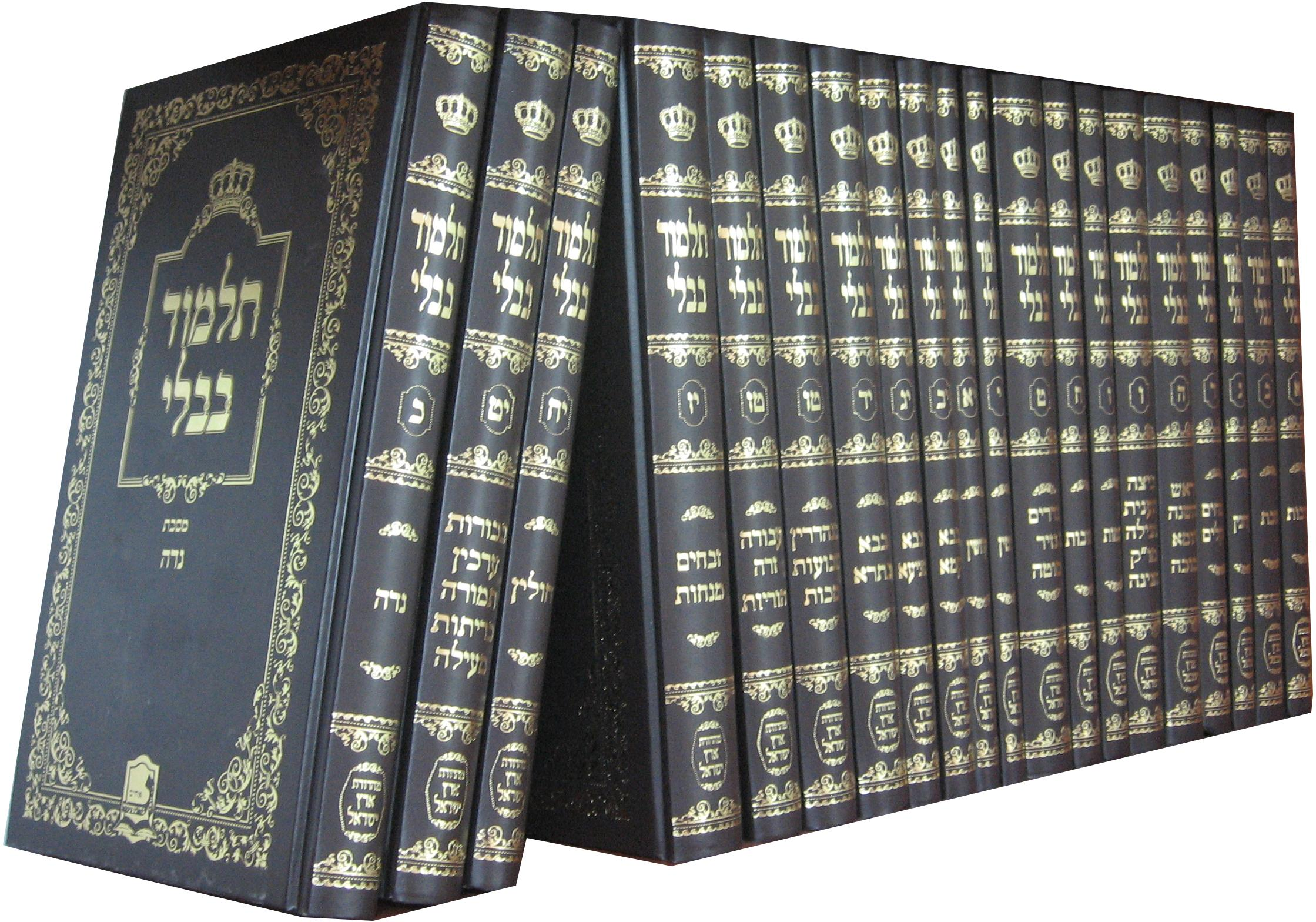
كتب الخزال

الهجَّادة في التلمود وأدبه التفسيري يوجد مصطلح يسمى الهجادة «قصص الإسرائيليات» والذي يتضمن مواضيع كثيرة، بدءاً من القصص العامة وقصص المدح والكمال، وتفسيرات «التناخ»، وانتقاء الكلمات والحكمة والأخلاق، ومضمون الهجادة هو في الحكمة «الأمورية» مثل: الحكمة العظيمة والحكم التي نستفيد منها وما إلى ذلك. كما أن الجزء الأساسي يضاف في بعض الأحيان داخل أقوال شريعة التلمود. أغلب قصص الأسرائيليات في التلمود جمعت في كتاب «عين يعقوب» وقد اختيرت القصص من مجموعة بواسطة «حيين نحمان بأليق» و «هوشع حنا ربن يتسق» في كتب الأسطورة. (1911-1908)
نظراً للتنوع والحرية المرتبطة بالهجادة، كانت الهجادة تستحق أن تكون في مقام المنطق الأدبي الجيد بين الحكماء. لذلك، أجيال كثيرة بدأت في التعامل مع الهجادة، «حتى تصبح للعالم بشكل كامل وتكون مستقلة،» عالم رائع ومميز «، مع مؤلفية ومع جماليته. وإنتاج مثل هذا العمل - لا يمكن أن يكون فيه الكثير من التخليد والعمومية». (من خلال مقدمة كتاب الهجادة) الذي استخدم فيه الأدب والنحو وأيضاً الرجل بسبب وظائف الهجادة لجذب القلب مع أقوال التوراة والأخلاق.
مفهوم الأسطورة وبنية المصدر:
الأسطورة في الاستخدام العام لـ «آقداة الحكماء»: هي كل الموارد في الكتب الأدبية «الخزال» ولا يوجد فيها شريعة عملية مثل: أنماط الأخلاق، أقوال الفكر والحكمة والقصص المتممة. ولكن في أقوال الخزال «مصطلح الهجادة» يشير إلى نوع محدد جداً وهو البحث في أجزاء «المقرا».
ومن بين هذه الأمثلة على هذه اللغة عند الحكماء وفي التلمود عدد من سكان الإسكندرية سألوا الحاخام «يشوع بن حنياه» عدة أسأله ومن بينها ثلاثة أقوال هن الهجادة وثلاث عن طرق الوصول لإسرائيل «في تفاصيل الهجادة» فأشار التلمود إلى ثلاثة مواضيع في أجزاء «المكرا»، في حين أن كلمات «طرق إسرائيل» هي نوع فريد وغير موجودة في الهجادة في حين القول أن (التلمود البابلي، «سنهدرين») وفقاً لخطبة الحاخام مائير يقضي (بالترجمة للعبرية) ثلث الشريعة وثلث الأسطورة وثلث الكمال.
وأضاف في خطبة الحاخام اليعيزر بن عزراه «حيث كانت الهجادة» عن أي جزء تحدث؟ طائفة من النساء والرجال والأطفال. مفهوم «السؤال» حيث كانت الأقداة؟ عن أي جزء تحدث؟. أيضاً عن الهجادة لعيد الفصح تسمى كذلك لان مركزها حسب المكرا يصف سفر الخروج من مصر والهجادة المتشعبة تتطلب تفسيرات لذلك.